# Finanzmarktrichtlinie-Umsetzungsgesetz
Das Finanzmarktrichtlinie-Umsetzungsgesetz (Abkürzung FRUG) ist ein deutsches Artikelgesetz, mit dem die Umsetzung der Richtlinie 2004/39/EG über Märkte für Finanzinstrumente in nationales Recht erfolgt.
Aus dem Gesetz ergeben sich umfangreiche Änderungen für den  Wertpapierhandel und somit vor allem im Wertpapierhandelsgesetz. Als Artikel 2 enthält es zudem ein neues Börsengesetz, welches am 1. November 2007 das alte Börsengesetz abgelöst hat. Zum selben Zeitpunkt treten auch die meisten Änderungen durch das FRUG in Kraft. Lediglich die Ermächtigungen zum Erlass von Verordnungen sind bereits am Tage nach der Verkündung in Kraft getreten.
Auf Grundlage der durch das FRUG ins Wertpapierhandelsgesetz aufgenommenen Ermächtigungen wurde am 20. Juli 2007 die Verordnung zur Konkretisierung der Verhaltensregeln und Organisationsanforderungen für Wertpapierdienstleistungsunternehmen (Wertpapierdienstleistungs-Verhaltens- und Organisationsverordnung, kurz WpDVerOV) erlassen. Bei den Pflichten eines Finanzinstrumente anbietenden Wertpapierdienstleistungsunternehmens (Sparkassen, Banken und andere Anbieter von Finanzdienstleistungen) gegenüber ihren Kunden handelt es sich im Wesentlichen um Richtlinien zu folgenden Themen (hier stark verkürzt wiedergegeben):
- Einstufung des Kunden (Klassifizierung nach dem Grad der Erfahrungen und Kenntnisse im Umgang mit Finanztiteln)
- Gestaltung von Kundeninformationen
- Vom Kunden einzuholende Informationen
- Berichtspflichten gegenüber Kunden
- Bearbeitung von Kundenaufträgen (wird sehr differenziert behandelt)
- Organisations- und Aufzeichnungspflichten von Wertpapierdienstleistungsunternehmen.

Ebenfalls am 20. Juli 2007 erließ das Bundesministerium der Finanzen die Erste Verordnung zur Änderung der Finanzanalyseverordnung und regelt damit im Wesentlichen Organisationspflichten von Wertpapierdienstleistungsunternehmen. Beide genannten Verordnungen traten wie das FRUG am 1. November 2007 in Kraft.